# Chip i Dale
Chip i Dale – postacie fikcyjne ze świata Disneya, dwa pręgowce amerykańskie (za sprawą błędnego polskiego tłumaczenia często mylnie uznawane za wiewiórki), które czasem droczą się z Kaczorem Donaldem i psem Pluto. Pierwszy raz pojawiły się w krótkometrażowym filmie animowanym Żołnierz Pluto z 1943. Pojawili się między innymi w serialu animowanym Chip i Dale: Brygada RR, oraz w komiksach z mieszkańcami Kaczogrodu i Myszogrodu. 
Ich imiona nawiązują do stylu chippendale.